# 伊豆美神社
伊豆美神社（いずみじんじゃ）は、東京都狛江市中和泉三丁目に鎮座する神社である。大国魂大神を祭神とする。市内最古かつ最大の神社、狛江の総鎮守社であり、近代社格制度においては郷社に列せられた。旧称六所宮。

## 歴史
創建は889年（寛平元年）9月20日であるとされる。当時「武蔵総社六所宮」と呼ばれた大國魂神社から分霊を勧請したものである。そのため、当初の名称は「六所宮」であった。元々は武蔵国多摩郡北谷村字大塚山（現・東京都狛江市元和泉）に位置していたが、1550年（天正19年）の多摩川の洪水により、現在地に移転した。
江戸時代は、当地を所領とした井伊氏・石谷氏・松下氏より奉奠があったという。
1868年（明治元年）、現在の名称である「伊豆美神社」に改称した。このころ、狛江村が成立し、狛江村の総鎮守社とされた。狛江村の郷土史である『狛江村誌』には以下の通り記述がある。

## 境内社
- 諏訪神社
- 稲荷神社
- 山際神社
- 神明宮
- 疱瘡神社
- 厳島神社

## 文化財
- 玉川碑跡（東京都指定旧跡 大正11年8月指定）[3]
- 伊豆美神社鳥居（狛江市指定文化財 昭和51年6月指定）[4]
- 井伊直弼公敬慕碑（狛江市指定文化財 平成27年3月指定）[4]

## 交通アクセス
- 狛江駅より徒歩14分。